# Mount Pleasant (Pensilvânia)
Mount Pleasant é um distrito localizado no estado norte-americano de Pensilvânia, no Condado de Westmoreland.

## Demografia
Segundo o censo norte-americano de 2000, a sua população era de 4728 habitantes.
Em 2006, foi estimada uma população de 4485, um decréscimo de 243 (-5.1%).

## Geografia
De acordo com o United States Census Bureau tem uma área de
3,0 km², dos quais 3,0 km² cobertos por terra e 0,0 km² cobertos por água. Mount Pleasant localiza-se a aproximadamente 300 m acima do nível do mar.

## Localidades na vizinhança
O diagrama seguinte representa as localidades num raio de 12 km ao redor de Mount Pleasant.